# Balzer Peter von Vahl

Wappen derer von Vahl am Familiengrab auf dem Alten Friedhof in Greifswald

Balzer Peter von Vahl (der Jüngere) (* 14. November 1755 in Greifswald; † 29. September 1825 ebenda) war ein Kaufmann, Gutsherr und Kommerzienrat. Er gehörte zu den Gründern der Greifswalder Schiffergesellschaft.
Balzer Peter war ein Sohn des Kaufmanns und Magistratsmitglieds Balzer Peter Vahl (des Älteren) aus Lassan, der von 1788 bis 1792 Bürgermeister der Stadt Greifswald war. Balzer Peter (der Jüngere) wurde zusammen mit seinem Bruder Gottfried Michael (1748–1811) im Jahre 1781 als Kaufmann des ersten Standes ins Bürgerbuch der Stadt eingetragen. 1794 wurden beide durch ein Diplom des Kaisers Franz II. in den Adelsstand erhoben. Balzer Peter war Gutsherr auf Gahlkow, Stilow und Brünzow sowie Lehnsherr auf Adlig Grellenberg.
1795 gehörte von Vahl zu den Gründern der Greifswalder Schiffergesellschaft, einer sozialen Einrichtung zur Unterstützung von Witwen, Waisen und in Not geratener Schiffer.
Balzer Peter von Vahl war verheiratet mit Sophia Carolina Schevenius (* 22. November 1765; † 11. September 1829). Seine Tochter Caroline (* 12. Februar 1785; † 13. Oktober 1838) war verheiratet mit Carl Gesterding, der ab 1833 Bürgermeister von Greifswald war. Sein Sohn Carl von Vahl († 31. Dezember 1843) übernahm das Gut Gahlkow und wurde 1824 Mitglied des Bürgerschaftlichen Collegiums von Greifswald. 1859 erwarb die Familie durch Heirat das Gut Klein Zastrow.
Die ältere Schwester Peter Balzers, Christina Liboria (1752–1824), war mit dem Greifswalder Ratsapotheker Johann Karl Schildener (1739–1803) verheiratet. Deren Sohn war der Greifswalder Professor Karl Schildener.